# Laphria calvescenta
Laphria calvescenta is een vliegensoort uit de familie van de roofvliegen (Asilidae). De wetenschappelijke naam van de soort is voor het eerst geldig gepubliceerd in 1975 door Baker in Baker & Fischer.